# Vincenzo Nardiello
Vincenzo Nardiello (* 11. Juni 1966 in Stuttgart) ist ein ehemaliger italienischer Profiboxer, zweifacher Europameister und ehemaliger Weltmeister der WBC im Supermittelgewicht.
Sein jüngerer Bruder Giovanni Nardiello war unter anderem 1999 WM-Herausforderer von Sven Ottke.

## Boxkarriere
Als Amateur wurde er 1984 Italienischer Meister im Halbweltergewicht, 1986 Italienischer Meister im Halbmittelgewicht sowie 1987 Italienischer Meister im Mittelgewicht. Seine größten internationalen Erfolge waren der 2. Platz im Halbweltergewicht bei den Junioren-Europameisterschaften 1984 in Tampere und der 5. Platz im Halbmittelgewicht bei den Olympischen Sommerspielen 1988 in Seoul.
Noch 1988 wurde er Profi und gewann 17 Kämpfe in Folge, davon 11 vorzeitig. Daraufhin boxte er im Dezember 1991 um die WBA-Weltmeisterschaft im Supermittelgewicht, wobei er jedoch gegen Víctor Córdoba unterlag. Nach vier Aufbausiegen gewann er im Dezember 1992 die EBU-Europameisterschaft gegen den Briten Fidel Smith, verlor diese jedoch in der ersten Titelverteidigung im März 1993 an den Nord-Iren Ray Close. Er gewann den Titel erneut im November 1993 gegen den Italiener Mauro Galvano, ehe er ihn erneut in der ersten Verteidigung an den Franzosen Frédéric Seillier verlor.
Im Sommer 1995 unterlag er beim Kampf um die WBC-WM noch gegen Nigel Benn, gewann den Titel jedoch schließlich im Juli 1996 durch Punktesieg gegen Thulani Malinga. Zwei weitere WBC-Kämpfe verlor er gegen Robin Reid und Richie Woodhall. Er beendete seine aktive Karriere im Jahr 1999.